# Miguel Zanetti
Miguel Zanetti Sasot, conocido artísticamente como Miguel Zanetti (Madrid, 1935- Madrid, 18 de febrero de 2008) fue pianista español, uno de los mejores repertoristas del siglo XX. 
Desde muy joven encauzó su carrera hacia la música de cámara y sobre todo, como pianista acompañante de cantantes líricos, por lo que se convirtió en colaborador habitual de Victoria de los Ángeles, Montserrat Caballé, Pilar Lorengar, Teresa Berganza, Teresa Stich-Randall, Elisabeth Schwarzkopf, Nicolai Gedda, Thomas Hamsley, José Carreras, Alicia Nafé, Alfredo Kraus, Ana Higueras, Ana María Sánchez, María José Montiel o Simon Estes.
Miguel Zanetti dedicó parte importante de su actividad a la música de cámara, en especial el dúo de piano a cuatro manos junto a su alumno y colaborador Fernando Turina. Como catedrático de la Escuela Superior de Canto de Madrid ha sido maestro de muchas generaciones de cantantes, formando también a grandes repertoristas internacionales.